# Clown in the Dumps
«Clown in the Dumps» (укр. «Клоуна на звалище») — прем'єрна серія двадцять шостого сезону мультсеріалу «Сімпсони», прем'єра якої відбулась 28 вересня 2014 року у США на телеканалі «Fox».
Серія присвячена пам'яті батька актора озвучування Дена Кастелланети — Луїса Кастелланети, який помер у серпні 2014 року у віці 99 років.

## Сюжет
Клоун Красті з'являється на шоу «Підсмаж клоуна Красті» (англ. «Roast of Krusty the Clown») Джеффа Росса та Сари Сільверман. Через надто гострі жарти в його бік, Красті ображається на них. Він шукає поради у свого батька, рабина Хайма Крастовскі, чи він смішний. Рабин каже, що він завжди думав, що він «е…», і одразу ж помирає… Оскільки останні слова батька здавалися зневажливими, і, вважаючи, що його більше ніхто не вважає смішним, Красті йде з гумористичної індустрії.
Смерть батька Красті змушує Лісу захопитися захистом власного батька від поранення. Ліса загорнула Гомера в бульбашкову плівку, яка врешті решт, рятує йому життя, коли шкільний автобус Отто заривається у сад Сімпсонів.
Барт намагається надихнути Красті, показуючи йому старі епізоди його шоу, але він підхоплює повторюваність своїх жартів і випиває у гніві. Він втрачає свідомість і бачить себе в єврейському раю. Його зустрічає рабин Крастовскі, який каже Красті, що євреї не вірять в Рай, і тому він повинен робити більше, щоб допомагати іншим.
Видіння не робить Красті щасливішим, тому Барт веде Красті до синагоги, де улюблений рабин його батька розповідає жарти Красті на тему релігії. Красті приходить до висновку, що його батько вважав його смішним.

## Виробництво
У жовтні 2013 року на промо конференції 25 сезону серіалу виконавчий продюсер Ел Джін заявив, що один з головних героїв помре у прем'єрній серії наступного, 26-го, сезону. Він заявив, що персонаж міг би з'являтися більше двох разів у шоу, і його озвучував би актор озвучування, який отримав премію «Еммі» за роль виконання цього персонажа. Пізніше того ж місяця, після смерті Марсії Уоллес, було підтверджено, що мова йшла не про її персонажа, Едну Крабапель.
У липні 2014 року на фестивалі Комік-кон «San Diego Comic-Con» було оголошено, що даним персонажем не є Гомер.
В епізоді була використана найдовша сцена на дивані, створена, зрежисерована, написана, занімована та спродюсована незалежним аніматором Доном Герцфельдтом.

## Ставлення критиків і глядачів
Під час прем'єри серію переглянули 8,53 млн осіб з рейтингом 1.9, що зробило її другим найпопулярнішим шоу на каналі «Fox» тієї ночі, після епізоду-кросовера «Сім'янина» «The Simpsons Guy».
Деякі критики вважали вибір персонажа померти антикліматичним через незначну роль рабі Крустофського у шоу, хоча інші рецензенти високо оцінили його висновок щодо стосунків між Красті та його батьком.
Денніс Перкінс з «The A.V. Club» дав серії оцінку C, сказавши:
|  | «Сімпсони» повертаються до свого 26 сезону з невимовною, антиклімактичною прем’єрою, чиї переповнені камео та потенційна смерть великих персонажів становлять трохи більше, ніж неприємне підтвердження того, що найкращі дні [мультсеріалу] насправді давно минули. |

Джессі Шедін з «IGN» дав епізоду 5,8 з 10, заявивши що «між антикліматичною смертю та надмірним конфліктом „Сімпсони“ невдало розпочали 26 сезон».
Тоні Сокол з «Den of Geek» дав серії чотири з п'яти зірок, сказавши:
|  | Зараз цю серію не можна вважати класичною, але через кілька років вона буде рости. Це щирий епізод, який викликає сміх. Мінором серії для мене був голос Джекі Мейсона, який звучав дуже втомлено. |

Згідно з голосуванням на сайті The NoHomers Club більшість фанатів оцінили серію на 1/5 із середньою оцінкою 2,07/5.